# Міжмерзлотна вода
Міжмерзло́тна вода́ (рос. межмерзлотная вода, англ. intrapermafrost water; нім. Intrapermafrostwasser n — підземна вода, що залягає або переміщається всередині товщі або між шарами вічномерзлих гірських порід.